# 全米映画批評家協会賞 主演男優賞
全米映画批評家協会賞 主演男優賞は全米映画批評家協会によって、優れた演技をした男優に贈られる賞の一つである。

## 受賞者

### 1960年代
| 年   | 受賞者             | 作品名                 | 役名                   |
| ---- | ------------------ | ---------------------- | ---------------------- |
| 1966 | マイケル・ケイン   | 『アルフィー』         | アルフィー・エルキンス |
| 1967 | ロッド・スタイガー | 『夜の大捜査線』       | ビル警部               |
| 1968 | ピア・オスカーソン | Hunger                 | Pontus                 |
| 1969 | ジョン・ヴォイト   | 『真夜中のカーボーイ』 | ジョー                 |

### 1970年代
| 年   | 受賞者                | 作品名                       | 役名                                 |
| ---- | --------------------- | ---------------------------- | ------------------------------------ |
| 1970 | ジョージ・C・スコット | 『パットン大戦車軍団』       | ジョージ・パットン米陸軍大将         |
| 1971 | ピーター・フィンチ    | 『日曜日は別れの時』         | ダニエル                             |
| 1972 | アル・パチーノ        | 『ゴッドファーザー』         | マイケル・コルネオーネ               |
| 1973 | マーロン・ブランド    | 『ラストタンゴ・イン・パリ』 | ポール                               |
| 1974 | ジャック・ニコルソン  | 『チャイナタウン』           | ジェイク・ギテス                     |
| 1974 | ジャック・ニコルソン  | 『さらば冬のかもめ』         | ビリー・バダスキー                   |
| 1975 | ジャック・ニコルソン  | 『カッコーの巣の上で』       | ランドル・パトリック・マクマーフィー |
| 1976 | ロバート・デ・ニーロ  | 『タクシードライバー』       | トラヴィス・ビックル                 |
| 1977 | アート・カーニー      | 『レイト・ショー』           | Ira Wells                            |
| 1978 | ジョン・ヴォイト      | 『帰郷』                     | ルーク・マーティン                   |
| 1979 | ダスティン・ホフマン  | 『クレイマー、クレイマー』   | テッド・クレイマー                   |

### 1980年代
| 年   | 受賞者                   | 作品名                                 | 役名                                      |
| ---- | ------------------------ | -------------------------------------- | ----------------------------------------- |
| 1980 | ピーター・オトゥール     | 『スタントマン』                       | イーライ・クロス                          |
| 1981 | バート・ランカスター     | 『アトランティック・シティ』           | ロウ・パスカル                            |
| 1982 | ダスティン・ホフマン     | 『トッツィー』                         | マイケル・ドーシー / ドロシー・マイケルズ |
| 1983 | ジェラール・ドパルデュー | 『ダントン』                           | ジョルジュ・ダントン                      |
| 1984 | スティーヴ・マーティン   | 『オール・オブ・ミー/突然半身が女に!』 | ロジャー・コブ                            |
| 1985 | ジャック・ニコルソン     | 『女と男の名誉』                       | チャーリー・パルタンナ                    |
| 1986 | ボブ・ホスキンス         | 『モナリザ』                           | ジョージ                                  |
| 1987 | スティーヴ・マーティン   | 『愛しのロクサーヌ』                   | C・D・ベイルズ                            |
| 1988 | マイケル・キートン       | 『ビートルジュース』                   | ビートルジュース                          |
| 1989 | ダニエル・デイ＝ルイス   | 『マイ・レフトフット』                 | クリスティ・ブラウン                      |

### 1990年代
| 年   | 受賞者                 | 作品名                                          | 役名                             |
| ---- | ---------------------- | ----------------------------------------------- | -------------------------------- |
| 1990 | ジェレミー・アイアンズ | 『運命の逆転』                                  | クラウス・フォン・ビューロー     |
| 1991 | リヴァー・フェニックス | 『マイ・プライベート・アイダホ』                | マイキー・ウォーターズ           |
| 1992 | スティーヴン・レイ     | 『クライング・ゲーム』                          | ファーガス                       |
| 1993 | デヴィッド・シューリス | 『ネイキッド 快感に満ちた苦痛』                 | ジョニー                         |
| 1994 | ポール・ニューマン     | 『ノーバディーズ・フール』                      | ドナルド・"シュリー"・サリヴァン |
| 1995 | ニコラス・ケイジ       | 『リービング・ラスベガス』                      | ベン・サンダーソン               |
| 1996 | エディ・マーフィ       | 『ナッティ・プロフェッサー クランプ教授の場合』 | クランプ                         |
| 1997 | ロバート・デュヴァル   | The Apostle                                     | エウリス・"ソニー"・デューイ     |
| 1998 | ニック・ノルティ       | 『白い刻印』                                    | ウェイド・ホワイトハウス         |
| 1999 | ラッセル・クロウ       | 『インサイダー』                                | ジェフリー・ワイガンド           |

### 2000年代
| 年   | 受賞者                         | 作品名                                 | 役名                         |
| ---- | ------------------------------ | -------------------------------------- | ---------------------------- |
| 2000 | ハビエル・バルデム             | 『夜になるまえに』                     | レイナルド・アレナス         |
| 2001 | ジーン・ハックマン             | 『ザ・ロイヤル・テネンバウムズ』       | ロイヤル・テネンバウム       |
| 2002 | エイドリアン・ブロディ         | 『戦場のピアニスト』                   | ウワディスワフ・シュピルマン |
| 2003 | ビル・マーレイ                 | 『ロスト・イン・トランスレーション』   | ボブ・ハリス                 |
| 2004 | ジェイミー・フォックス         | 『Ray/レイ』                           | レイ・チャールズ             |
| 2005 | フィリップ・シーモア・ホフマン | 『カポーティ』                         | トルーマン・カポーティ       |
| 2006 | フォレスト・ウィテカー         | 『ラストキング・オブ・スコットランド』 | イディ・アミン               |
| 2007 | ダニエル・デイ＝ルイス         | 『ゼア・ウィル・ビー・ブラッド』       | ダニエル・プレインビュー     |
| 2008 | ショーン・ペン                 | 『ミルク』                             | ハーヴェイ・ミルク           |
| 2009 | ジェレミー・レナー             | 『ハート・ロッカー』                   | ウィリアム・ジェームズ       |

### 2010年代
| 年   | 受賞者                   | 作品名                                                | 役名                                     |
| ---- | ------------------------ | ----------------------------------------------------- | ---------------------------------------- |
| 2010 | ジェシー・アイゼンバーグ | 『ソーシャル・ネットワーク』                          | マーク・ザッカーバーグ                   |
| 2011 | ブラッド・ピット         | 『マネーボール』                                      | ビリー・ビーン                           |
| 2011 | ブラッド・ピット         | 『ツリー・オブ・ライフ』                              | オブライエン                             |
| 2012 | ダニエル・デイ＝ルイス   | 『リンカーン』                                        | エイブラハム・リンカーン                 |
| 2013 | オスカー・アイザック     | 『インサイド・ルーウィン・デイヴィス 名もなき男の歌』 | ルーウィン・ディヴィス                   |
| 2014 | ティモシー・スポール     | 『ターナー、光に愛を求めて』                          | ジョゼフ・マロード・ウィリアム・ターナー |
| 2015 | マイケル・B・ジョーダン  | 『クリード チャンプを継ぐ男』                         | アドニス・クリード                       |
| 2016 | ケイシー・アフレック     | 『マンチェスター・バイ・ザ・シー』                    | リー・チャンドラー                       |
| 2017 | ダニエル・カルーヤ       | 『ゲット・アウト』                                    | クリス・ワシントン                       |
| 2018 | イーサン・ホーク         | 『魂のゆくえ』                                        | エルンスト・トラー牧師                   |
| 2019 | アントニオ・バンデラス   | 『ペイン・アンド・グローリー』                        | サルバドール・マッロー                   |

### 2020年代
| 年   | 受賞者                 | 作品名                     | 役名                           |
| ---- | ---------------------- | -------------------------- | ------------------------------ |
| 2020 | デルロイ・リンドー     | 『ザ・ファイブ・ブラッズ』 | ポール                         |
| 2021 | 西島秀俊               | 『ドライブ・マイ・カー』   | 家福悠介                       |
| 2022 | コリン・ファレル       | 『アフター・ヤン』         | ジェイク                       |
| 2022 | コリン・ファレル       | 『イニシェリン島の精霊』   | パードリック・スーランウォーン |
| 2023 | アンドリュー・スコット | 『異人たち』               | アダム                         |